# جبل عكمة
جبل عكمة ، جبل شاهق، يميل لونه إلى الحمرة. يقع على بعد ثلاثة كيلومترات شمال غرب مدينة العُلا. يعتبر مكتبة المملكة العربية السعودية المفتوحة، لاحتوائه مئات النقوش والكتابات على المنحدرات والواجهات الصخرية التي تعود أساسًا إلى الفترتين الدادانية واللحيانية. تحكي تاريخ المنطقة، والحياة فيها، خلال حقب تاريخية مختلفة، وتعد سجلاً موثِقاً للحضارة اللحيانية التي ازدهرت في الجزيرة العربية والشرق لفترة تاريخية ليست بالقليلة.
وأُعلن وزير الثقافة السعودي بدر بن عبد الله بن فرحان آل سعود عن تسجيل جبل عكمة في سجل «ذاكرة العالم» التابع لمنظمة «اليونسكو» في 24 مايو عام 2023.

## الأهمية
تكمن أهمية الكتابات والنقوش والرسومات في منطقة جبل عكمة في كونها سجلاً تاريخياً وحضارياً. فعلى الرغم من أن معظمها يتناول أموراً شخصية في الغالب، إلَّا أنها تمدُّنا بمعلومات مهمة عن مملكة لحيان، وحضارتها، والمجتمع العربي اللحياني القديم، وأوضاعه الحياتية والإنسانية، والحياة الدينية وما فيها من تقديم للقرابين والنذور، أو تقديم الزكاة، أو الحج للمعبودات، ومعلومات حول ما يحكم مجتمعهم من قوانين وتنظيمات.
كما يعطي صورة عن الوضع الاقتصادي، وأنظمة الضرائب والخراج، وعلاقة اللحيانيين بمن حولهم في محيط الجزيرة العربية تجارياً وسياسياً. كما أمكن من خلالها التعرف على العديد من أسماء الشخصيات، والآلهة، والحكام،. ولعل أهم ما يميز بعضها أنه مؤرخ بسنوات حكم ملوك لحيان؛ مما ساعد على معرفة التسلسل الزمني للحكم في مملكة لحيان، وكذلك الوقوف على مراحل تطور الكتابة من خلال أشكال الحروف. كما كشفت عن المعاملات التجارية من بيع وشراء، التي اعتمدت بشكل رئيس على نظام المقايضة. وكذلك كشفت النقوش والرسومات الصخرية عن حياة اجتماعية لا تخلو من الترفيه، فيبدو منها أنهم كانوا على دراية بفن العزف على الآلات الوترية كالسمسمية المعروفة اليوم، والطبول، والمزامير، فقد وُجِدَتْ منقوشة على إحدى الواجهات الصخرية لجبل عكمة بأشكال وأحجام مختلفة.
والكتابات في جبل عكمة، وغيرها من الكتابات في الأماكن الأخرى، تدل على مظاهر تحضر اللحيانيين ومعرفتهم ببعض المهن والحرف الدقيقة، كصياغة المعادن والنحت.

## آثار جبل عكمة
- يعتبر هذا الجبل جزءاً من تاريخ وحضارة مملكة لحيان، وهو أكبر مصدر معلومات عن الاقتصاد والتجارة والخراج والضرائب في مملكة دادان.[4]
- يُردد أن فيها آلهة تُدعى "ذي غيبة"، ويعتقد أن اسمها جاء من صاحب الغابة لخصوبة أرض دادان.[5]
- يرى الدارسون لهذه المنطقة وجود آثار أساسات معبد قديم.[6]

## نقوش جبل عكمة
- ب ن د بند: البند في اللغة هو العلم الكبير، والبند هو الذي يسكر من الماء.
- ع وم عوم أو عوام: العوم في اللغة السباحة، والعوام السباح الماهر
- س ع د أ ل سعدال: هذا الأسم مركب من سعد وهو صاحب الحظ السعيد، والسعادة نقيض الشقاوة، وربما يكون المسمى سعد إل هو الشخص الذي يطلب مساعدة إل.
- أ ط ل ل و: لفظة أطل في اللغة تعني دنا وقرب، ولفظة أط ل ل والواردة في النقش فعل ماض في حالة الجمع أطلوا.

ذ غ ب ت ذي غابة: اسم الآله وهو المعبود الرئيس عند اللحيانين، ويرى كل من ريكمانز وكاسكل وخليل يحيى نامي أن أسم ذي غابة مأخوذ من اسم المكان غابة وهي مدينة غير بعيدة عن(الجرف) التي كانت على بعد ثلاثة أميال شمال المدينة، والمشهورة بخصوبة أرضها وكثرة نخيلها.

## أسماء الأماكن الواردة في نقوش عكمة
- بدر وهو الموضع المشهور ما بين مكة المكرمة والمدينة المنورة، ويقع أسفل وادي الصفراء، وهو الموضع الذي وقعت فيه معركة بدر.
- ذ أذن وهو الموضع الذي يقع في بلاد بارق، ويمتد من غور السراة بين مكة والمدينة، وأذن اسم موضع لبطن من هوزان، وأذنة جبل بينه وبين فيد اثنا عشر ميلاً.
- ذثعل وادٍ يمتد جنوبي الذنائب، وباعلاه منهل يسمى الثعل أشهر مناهل العرب
- ثرو، ثر ثره بكسر الثاء وفتح الراء آخرها هاء وادٍ مشهور في دثينة، وثرة بلدة من عنس، وثرى أسفل وادي الجي بين الرويثة والصفراء.
- مهجة ورد في كتاب صفة جزيرة العرب للهمداني اسم مقارب لهذا الاسم ينتهي بحرف الميم(مهجم) وهي مدينة سردد، ومهجم كانت مدينة عامرة من مدن الجزء الشمالي من تهامة، وأدت دوراً إيجابياً في نهضة اليمن، والمهجم أيضاً بلدة في الشام.

عكمة هو موقع أثري يقع في شمال غرب محافظة العلا في منطقة المدينة المنورة، يحتوي على الكتابات والنقوش الأثرية التي تعود إلى الحضارة اللحيانية في القرن السادس قبل الميلاد إلى القرن الثاني قبل الميلاد، وهو عبارة عن واد ضيق ينحدر من جبل عكمة وعلى بعد ثلاثة كيلومترات من مدينة العُلا.

## نبذة عن الموقع
هو عبارة عن منطقة جبلية ينحدر منها وادي ضيق، وهو ذو لون داكن يميل للون الأحمر، وشاهق الارتفاع، يضم العديد من الكتابات اللحيانية على الواجهات الصخرية في الموقع، وتوثق هذه النقوش والكتابات تاريخ مملكة لحيان وحضارتها وتفاعلاتها المجتمعية وعلاقاتها الخارجية وتنظيماتها وقوانينها الداخلية، وهي قريبة من موقع الخريبة الذي عاشت فيه دولة لحيان.

## مزايا النقوش على جبل عكمة
هناك الكثير من مزايا النقوش والكتابات الموجودة على واجهات الجبل، وتتلخص في نقاط عديدة، هي:
- التعرف على التسلسل الزمني لنظام الحكم في مملكة لحيان.
- الكشف عن المعاملات التجارية في هذه المدة، من حيث نظام البيع والشراء الذي اعتمد على المقايضة.
- مراحل تطور الكتابة، وذلك عبر أشكال الحروف.
- وسائل الترفيه في مملكة لحيان، حيث يبدو أنهم كانوا يعزفون على الآلات الوترية، مثل السمسمية، ويستخدمون المزامير والطبول.
- تدل النقوش على تحضر الشعب اللحياني، ومعرفتهم عددًا من المهن الدقيقة، مثل النحت وصياغة المعادن.

## المكتبة المفتوحة
يُطلق البعض على جبل عكمة اسم المكتبة المفتوحة، حيث يتمتّع الجبل بمجموعةٍ كبيرةٍ من الرسومات والمنحوتات القديمة، التي تجمع بين مجموعة من العصور والحضارات القديمة العريقة، التي نشأت في شبه الجزيرة العربيّة، ولكن حتى الآن لم يفهم المؤرخون والمهتمون لماذا اختار القدماء ترك بصماتهم خصيصًا على هذا الجبل. وربما كان ذلك لسهولة النقش على صخوره الرسوبيَّة.

## مهرجان الممالك القديمة
في نوفمبر2022، دشنت الهيئة الملكية لمحافظة العلا، مهرجان الممالك القديمة، قدمت دادان برنامج "عالِم الآثار المتدرّب"، والاطلاع على "جبل عكمة"، الذي يعد أكبر مكتبة للنقوش في العالم.

## ذاكرة العالم
في مايو 2023، أعلنت الهيئة الملكية لمحافظة العلا، تسجيل "جبل عكمة" في سجل "ذاكرة العالم"، التابع لمنظمة الأمم المتحدة للتربية والعلوم والثقافة (اليونسكو)، في إنجاز سعودي جديد يضاف، بإدراج موقع آخر في محافظة العلا ضمن قوائم (اليونسكو)، بعد إدراج مدينة الحجر التاريخية بالعلا في 2008، ضمن قائمة التراث العالمي، بوصفها أول موقع سعودي في القائمة، وتسجيل محمية «حرة عويرض» في برنامج الإنسان والمحيط الحيوي (الماب) العام الماضي.

## وصلات خارجية
- «عكمة» التاريخي.. مكتبة مفتوحة للكتابات والنقوش الأثرية.
- مقدمة في لغة النقوش اللحيانيَّة وتاريخها.